# Jean-Louis Faure (chirurgien)
Pour les articles homonymes, voir Faure et Jean-Louis Faure.
Jean-Louis Faure, né le 28 octobre 1863 à Sainte-Foy-la-Grande (Gironde) et mort le 26 octobre 1944 à Saint-Laurent-des-Combes (Gironde), est un chirurgien français, surtout connu pour avoir rénové les méthodes d'intervention de la chirurgie gynécologique.

## Biographie

### Famille, études et carrière professionnelle
Jean-Louis Faure est issu d'une famille protestante. Il est le frère aîné d'Élie Faure.
À la rentrée d'octobre 1870, Jean-Louis Faure est inscrit au collège protestant de Sainte-Foy, que ses oncles Reclus ont fréquenté plusieurs dizaines d'années auparavant. En 1879, il entre au lycée Louis-le-Grand à Paris. Il est hébergé par son oncle Élie Reclus. En 1884, il s'inscrit à la faculté de médecine. Il s'oriente vers la chirurgie. Reçu interne des Hôpitaux en 1887, il devient l'assistant de son oncle Paul Reclus à l'hôpital de la Pitié.
Pendant plus de trente ans, Faure publie des ouvrages qui font autorité. En 1918, il remplace Samuel Pozzi à la chaire de clinique gynécologique de la faculté de médecine. Il prend sa retraite en 1934 mais continue à fréquenter les sociétés savantes.
Il est élu membre de l'Académie de médecine en 1924, président de la Société de chirurgie en 1925 et membre de l'Académie des sciences (1934), l'une des cinq académies formant l'Institut de France.

### Engagements politiques et collaboration
Dans l'entre-deux-guerres, il est membre du comité de patronage du Redressement français en 1927 et membre du conseil d'administration des fonds de propagande du Centre de propagande des républicains nationaux. Il préside aussi la Ligue civique, qui forme en 1934-1935 avec d'autres associations le Comité d'entente des grandes associations pour l'union nationale, présidé par l'amiral Lucien Lacaze.
Sous l'Occupation, il donne en janvier 1941 une déclaration à l'agence de presse Inter-France, répercutée par les journaux : elle loue le maréchal Pétain et plus encore la collaboration franco-allemande, Faure se posant en précurseur, dès 1929, d'une entente entre la France et l'Allemagne. En mai 1943, la presse du Parti populaire français, parti collaborationniste, publie une déclaration anticommuniste de Faure appuyant le combat de Jacques Doriot, chef du PPF, contre l'URSS aux côtés des Allemands. L'historien Pascal Ory relativise cependant ces déclarations : « Pour un Lumière, un d'Arsonval, un Jean-Louis Faure, le stade d'une ou deux déclarations à la presse ne sera guère dépassé, même si la propagande sait en tirer le maximum ».
Sous l'Occupation, le château de Mercuès, dont il est propriétaire, sera une « zone grise » : en 1939, Faure le prête à l'artiste Yvonne Lévy-Engelmann, qui va y résider et, sous l'égide de l'Œuvre israélite des séjours à la campagne (OSC), y gérer l'hébergement dans le Lot d’enfants juifs fuyant la zone occupée, jusqu'en 1943. Mais Faure est également impliqué dans la collaboration, et dans le même temps, son château de Mercuès sert aux officiels de Vichy de « centre de civisme » pour jeunes hommes. Le 22 novembre 1942 y a lieu cependant une rencontre entre Guillaume de Tournemire et Georges Lamarque, actant le ralliement à la résistance (via le réseau Alliance) des Compagnons de France, jusqu’alors mouvement de la jeunesse vichyste (une plaque est toujours apposée dans le domaine qui commémore l’événement),.

### Expédition au Groenland
Il participe en 1932 à l'expédition polaire au Groenland dans le cadre de l'année polaire décidée en 1930 par l'assemblée générale de l'Union géodésique et géophysique internationale, réunie à Stockholm. Il embarque sur le navire polaire de Jean Charcot, le Pourquoi pas ?, qui part pour son sixième voyage. La mission embarque outre Jean-Louis Faure, M. Maurain, directeur scientifique de la mission, le docteur Parat, docteur ès sciences, chef de travaux à la Sorbonne, M. Devaux, attaché à l'Observatoire du pic du Midi de Bigorre, M. Drach, ancien élève de l'École normale supérieure, attaché au laboratoire de Zoologie de la Sorbonne. Le Pourquoi pas ? quitte Saint-Malo le 3 juillet 1932, retour à Brest le 16 septembre 1932. Le but de l'expédition est de compléter les installations de la mission scientifique, installées l'année précédente, à Rosenvinge, au bord du Scoresby Sund (Ittoqqortoormiit) sur la côte est du Groenland. Le Pourquoi pas ? fait successivement escale à Guernesey, où Jean-Louis Faure visite Hauteville House et y rend un hommage à Victor Hugo, Stornoway (îles Hébrides, le 9 juillet), Thorshavn (les îles Féroé, le 12 juillet), Akureyri (Islande, le 18 juillet puis le 25 août lors du voyage retour), Rosenvinge (Groenland, du 27 juillet au 22 août), Vatneyri (Patreksfjord le 29 juillet pour cause de tempête), Reykjavik (du 4 septembre au 9 septembre), où Jean-Louis Faure visite notamment les deux hôpitaux dont il loue la qualité remarquable des installations. Il publie son carnet de voyage sous le titre Au Groenland avec Charcot, ouvrage illustré de 42 photographies, 5 cartes, dédié à la mémoire de Jean Charcot et de l'équipage du Pourquoi pas ?, tous morts ou disparus en mer dans le naufrage du navire le 16 septembre 1936. Il fait à plusieurs reprises référence à son attachement à sa région natale et à sa propriété viticole sise à Saint-Émilion, héritée de son père Pierre Faure (1834-1910), Château Bellefont-Belcier, aujourd'hui cru classé de Saint-Émilion.

### Mort
Il meurt le 26 octobre 1944 et est inhumé au cimetière du Père-Lachaise (19e division), à Paris,.

## Ouvrages
- Leçons de clinique et de technique chirurgicale, 1905
- Sur la chirurgie de guerre, 1916.
- L'âme du chirurgien, en frontispice portrait de Jean-Louis Faure gravé d'après Berthold Mahn, Les éditions Georges Crès et Cie, 1920.
- En marge de la chirurgie, 1927, quatre volumes.
- Dupuytren 1777-1835, collection Anniversaires, édité par les Laboratoires G. Beytout, 10e arrondissement de Paris, 1935.
- Au Groenland avec Charcot, 1933.

## Hommage
- À Sainte-Foy-la-Grande, une rue porte son nom.